# Nesimetrična normalna porazdelitev
Nesimetrična normalna porazdelitev (tudi asimetrična normalna porazdelitev) je zvezna verjetnostna porazdelitev, ki posplošuje normalno porazdelitev tako, da je možen koeficient simetrije, ki je različen od nič.

## Definicija
Označimo s {\displaystyle \phi (x)\!} funkcijo gostote verjetnosti za normalno porazdelitev
{\displaystyle \phi (x)={\frac {1}{\sqrt {2\pi }}}e^{-{\frac {x^{2}}{2}}}}
tako, da je zbirna funkcija verjetnosti dana z 
{\displaystyle \Phi (x)=\int _{-\infty }^{x}\phi (t)\ dt={\frac {1}{2}}\left[1+{\text{erf}}\left({\frac {x}{\sqrt {2}}}\right)\right].\!}, potem je funkcija gostote verjetnosti za nesimetrično normalno porazdelitev s parametrom {\displaystyle \alpha \!} enaka
{\displaystyle f(x)=2\phi (x)\Phi (\alpha x).\,}.
Pri tem je
- {\displaystyle \operatorname {erf} \left({\frac {x}{\sqrt {2}}}\right)\!} Gaussova funkcija napake.

## Lastnosti  nesimetrične normalne porazdelitve

### Funkcija gostote verjetnosti
Funkcija gostote verjetnosti za nesimetrično normalno porazdelitev je 
{\displaystyle {\frac {1}{\omega \pi }}e^{-{\frac {(x-\xi )^{2}}{2\omega ^{2}}}}\int _{-\infty }^{\alpha \left({\frac {x-\xi }{\omega }}\right)}e^{-{\frac {t^{2}}{2}}}\ dt}.

### Zbirna funkcija verjetnosti
Zbirna funkcija verjetnosti je enaka 
{\displaystyle \Phi \left({\frac {x-\xi }{\omega }}\right)-2T\left({\frac {x-\xi }{\omega }},\alpha \right)}
kjer je 
- {\displaystyle T(h,a)\!} Owenova T funkcija.

### Pričakovana vrednost
Pričakovana vrednost je 
{\displaystyle \xi +\omega \delta {\sqrt {\frac {2}{\pi }}}}
kjer je
- {\displaystyle \delta ={\frac {\alpha }{\sqrt {1+\alpha ^{2}}}}}.

### Varianca
Varianca je
{\displaystyle \omega ^{2}\left(1-{\frac {2\delta ^{2}}{\pi }}\right)}.
kjer je
- {\displaystyle \delta ={\frac {\alpha }{\sqrt {1+\alpha ^{2}}}}}.

### Sploščenost
Sploščenost je enaka
{\displaystyle 2(\pi -3){\frac {\left(\delta {\sqrt {2/\pi }}\right)^{4}}{\left(1-2\delta ^{2}/\pi \right)^{2}}}}
kjer je
- {\displaystyle \delta ={\frac {\alpha }{\sqrt {1+\alpha ^{2}}}}}.

### Funkcija generiranja momemntov
Funkcija generiranja momentov je enaka 
{\displaystyle 2\exp \left(\xi t+{\frac {\omega ^{2}t^{2}}{2}}\right)\Phi \left(\omega \delta t\right)}
kjer je
- {\displaystyle \Phi (\omega \delta t)\!} zbirna funkcija verjetnosti (glej zgoraj)
- {\displaystyle \delta ={\frac {\alpha }{\sqrt {1+\alpha ^{2}}}}}.

## Povezave z drugimi porazdelitvami
- Kadar je {\displaystyle \alpha =0\!} nesimetrije ni več in dobimo običajno normalno porazdelitev.
- Kadar je {\displaystyle \alpha \to \infty \!} dobimo polnormalno porazdelitev